# Fernando González Laxe
Pour les articles homonymes, voir González et Laxe (homonymie).
Fernando Ignacio González Laxe, né Lage le 6 septembre 1952 à La Corogne, est un homme politique espagnol, membre du Parti socialiste ouvrier espagnol (PSOE).
En 1979, il est élu au conseil municipal de La Corogne, puis il devient, trois ans plus tard, haut fonctionnaire au ministère espagnol de l'Agriculture.
Chef de file des socialistes aux élections galiciennes en 1985, il est investi président de la Junte en 1987, à la suite du vote d'une motion de censure avec les régionalistes. Après avoir été désigné président régional des socialistes, en 1988, il perd les élections de 1989, malgré un excellent score.
Il se retire de la politique en 2001, mais est nommé, en 2009, présidents des Ports d'État, une fonction qu'il occupe trois ans.

## Formation et début de carrière
Titulaire d'une licence de sciences économiques et d'un doctorat de sciences économiques et commerciales, il commence à travailler, en 1975, en tant que professeur de structure économique à l'université de La Corogne.
Il rejoint le Parti des socialistes de Galice-PSOE (PSdeG-PSOE) en 1977, après avoir appartenu au Parti socialiste galicien (PSG), et se présente aux élections générales du 15 juin 1977 dans la province de La Corogne, sans obtenir de siège au Congrès des députés.
Il devient ensuite secrétaire de la Junte de Galice, dans la période précédant l'adoption du statut d'autonomie, puis est nommé, en 1979, sous-directeur général de la Pêche du gouvernement régional galicien.

## Vie politique

### Conseiller municipal de La Corogne
Cette même année, il est élu au conseil municipal de La Corogne, où il exerce les fonctions de porte-parole du groupe socialiste. Il échoue peu après à être élu sénateur de la province et quitte ses fonctions administratives régionales en 1980.
En 1981, à la suite d'une importante crise politique, l'Union du centre démoceatique (UCD) et la Coalition démocratique (CD) renversent l'alliance de gauche qui dirige la mairie de La Corogne, la gauche et les régionalistes ne s'étant pas mis d'accord sur un candidat unique. Après l'expulsion du maire, Joaquín López Menéndez, de l'UCD, Laxe est présenté comme candidat à la mairie en novembre 1982, mais les socialistes décident finalement de soutenir Menéndez, en refusant sa démission lors d'une séance plénière, devant le risque d'un rejet de sa candidature.

### Haut fonctionnaire de l'Agriculture
À la suite de la victoire du PSOE aux élections générales anticipées du 28 octobre 1982, il est nommé, le 8 décembre suivant, directeur général de la Réglementation de la pêche du ministère de l'Agriculture, de la Pêche et de l'Alimentation.

## Président de la Junte de Galice

### Candidat aux élections de 1985
Après avoir été pressenti, en avril 1984, comme délégué du gouvernement en Galice, dans le cadre de la préparation des élections parlementaires prévues en 1985, il est vu, dans le courant de l'année suivante, comme le probable candidat socialiste à la présidence de la Junte de Galice, en dépit des fortes critiques émises par Manuel Soto, le maire de Vigo,. Le 19 juin, il reçoit l'investiture de la commission exécutive du PSdeG-PSOE. Ayant obtenu le soutien de Felipe González, secrétaire général du PSOE et président du gouvernement, et d'Alfonso Guerra, vice-secrétaire général du PSOE et vice-président du gouvernement,, il est relevé de ses fonctions au ministère de l'Agriculture le 4 octobre.
Menant une campagne qu'il veut peu agressive à l'égard du président sortant, le conservateur Gerardo Fernández Albor, il est appuyé par le maire de Madrid, Enrique Tierno Galván, et l'ancien ministre des Affaires étrangères, Fernando Morán. Il organise, le 15 novembre, un grand meeting auquel assistent Santiago Marraco, Pedro de Silva, Jerónimo Saavedra, José Bono, Demetrio Madrid, Joan Lerma, Juan Carlos Rodríguez Ibarra, José María de Miguel, Joaquín Leguina et Carlos Collado, tous présidents socialistes de communautés autonomes. Le jour du scrutin, le 24 novembre, les socialistes remportent 22 députés, soit 12 de moins que la Coalition populaire (CP) d'Albor, dans un Parlement de Galice sans majorité claire.
Il en appelle alors aux autres forces politiques, afin de constituer une « nouvelle majorité de progrès » qui laisserait la CP dans l'opposition. Finalement, le 7 février 1986, deux mois et demi après les élections, la Coalition galicienne (CG), formation régionaliste comptant onze députés, refuse l'alliance avec les socialistes, préférant faciliter la réinvestiture d'Albor, ce qui suscite de fortes critiques de la part de Laxe.

### Au pouvoir
Le 14 août 1987, dans une déclaration à la télévision publique TVE, il fait savoir que le groupe parlementaire socialiste compte déposer une motion de censure à l'encontre de Gerardo Fernández Albor. Le Parti nationaliste galicien (PNG), dissidence de la CG qui compte cinq députés, et le Parti socialiste galicien-Gauche galicienne (PSG-EG), qui en détient trois, annoncent leur ralliement à cette initiative, tandis que la CG, avec cinq élus, affirme n'avoir aucune position officielle et que l'Union démocratique galicienne (UDG), créée par l'ancien vice-président de la Junte et secrétaire général régional de l'Alliance populaire, José Luis Barreiro, qui dispose de cinq sièges, fait connaître sa disponibilité, bien que Laxe ait affirmé qu'il ne voulait pas traiter avec les parlementaires élus grâce à l'AP. La motion est finalement déposée le 15 septembre, sans aucune garantie quant au vote de la Coalition galicienne, même si les socialistes voient d'un bon œil la déclaration du porte-parole parlementaire de la formation, qui affirme que « la Galice a besoin d'un tournant pour assurer son développement ». 
Finalement, la Coalition, rejointe par l'UDG, prend la décision, non officielle, de soutenir la motion, même si les négociations achoppent sur la composition du futur gouvernement régional, plus spécifiquement sur le rôle de Barreiro, qui exige d'être nommé vice-président, ce que le PNG et le PSG-EG refusent catégoriquement. Les partis finissent par tomber d'accord le 21 septembre, premier jour du débat parlementaire de censure, le PNG ayant renoncé à ses prétentions au sujet de Barreiro et refusé les offres de négociations faites par Mariano Rajoy, vice-président du gouvernement régional. Lors de la présentation de son programme, dans une discours d'une heure et demie, Laxe critique durement le bilan du gouvernement sortant, délivrant un message de changement à tonalité très régionaliste, ses partenaires de coalition se montrant ensuite satisfaits de son exposé. Par 40 voix pour, 29 contre et 2 abstentions, le Parlement de Galice approuve, le 23 septembre, la motion de censure, emportant élection de Fernando González Laxe comme président de la Junte de Galice. Il dénonce, dans une allocution parlementaire, le 21 octobre suivant, l'absence totale de passation des pouvoirs et les bureaux vides lors de la formation de son gouvernement.

### Défaite
Élu président du Parti des socialistes de Galice-PSOE lors du Ve congrès régional, le 15 mai 1988, il est candidat à un second mandat aux élections régionales du 17 décembre 1989 et affronte le président national du Parti populaire (PP), qui succède à l'AP, Manuel Fraga. Il fait savoir que son objectif est de remporter la majorité absolue des sièges au Parlement de Galice. 
À une semaine des élections, les derniers sondages montrent que l'alliance au pouvoir est en passe de conserver sa majorité, avec une forte progression du PSdeG-PSOE, cependant incapable d'atteindre l'objectif fixé par Laxe. Bien qu'au cours du scrutin il parvienne à progresser de six sièges, remportant ainsi vingt-huit députés sur soixante-quinze, le PP de Fraga en obtient de son côté trente-huit, ce qui correspond à l'exacte majorité absolue.

## Retrait de la vie politique
Il est élu, le 22 février 1990, sénateur par les députés régionaux, aux côtés de deux membres du PP, tout en conservant ses fonctions de porte-parole du groupe socialiste et affirmant sa volonté de revenir au pouvoir en 1993. Cependant, lors de ce scrutin, c'est le secrétaire général du PSdeG-PSOE, Antolín Sánchez Presedo, qui se présente. Il renonce, en janvier 1991, à se représenter pour la présidence de la fédération galicienne lors du congrès prévu le mois suivant, poursuivant sa mise en retrait progressive de la vie politique régionale. Les délégués décident de ne pas lui donner de successeur en supprimant ce poste de l'organigramme de la commission exécutive.
Il quitte le Sénat en 2000 et le Parlement de Galice en 2001. Choisi, en 2009, comme président des Ports d'État par le nouveau ministre de l'Équipement, socialiste et galicien, José Blanco, vice-secrétaire général du PSOE, il est relevé de ses fonctions trois ans plus tard, avec l'arrivée au pouvoir, nationalement, du PP de Mariano Rajoy.